# Henicops armenicus
Henicops armenicus är en mångfotingart som beskrevs av Muralewicz 1926. Henicops armenicus ingår i släktet Henicops och familjen fåögonkrypare.
Artens utbredningsområde är Iran. Inga underarter finns listade i Catalogue of Life.